# リンダ・ハント
リンダ・ハント（Linda Hunt, 1945年4月2日 - ）は、アメリカ合衆国ニュージャージー州モリスタウン出身の女優。『危険な年』（1982年）でアカデミー助演女優賞を受賞した。

## 来歴
女優として知られるハントはニュージャージー州モリスタウンに生まれ、コネチカット州のウェストポートで育った。父はロングアイランドにある燃料油会社の副社長で、母はウェストポートの音楽学校でピアノ教師を務めていた。高校卒業後はミシガン州にある芸術学校Interlochen Arts AcademyとGoodman School of Drama in Chicagoで演劇を学んだ。
1980年にロバート・アルトマンの『ポパイ』で映画デビュー。1982年の『危険な年』で中国系オーストラリア人の男性カメラマンを演じてアカデミー助演女優賞を受賞。女性が男性を演じてアカデミー賞を取った最初の女優となる。舞台にも立っており、2度オビー賞を受賞。トニー賞にもノミネートされた。声優としても活躍しており、アニメーションやテレビゲームなどで声の出演を果たしている。

### 私生活
同性愛者であることを公表しており、1987年以来パートナーのカレン・クラインと生活している。

## 主な出演作品

### 映画
| 公開年 | 邦題 原題                                                                   | 役名                   | 備考                      |
| ------ | --------------------------------------------------------------------------- | ---------------------- | ------------------------- |
| 1980   | ポパイ Popeye                                                               | オックスハート夫人     |                           |
| 1982   | 危険な年 The Year of Living Dangerously                                     | ビリー                 | アカデミー助演女優賞 受賞 |
| 1984   | ボストニアン The Bostonians                                                 | プランス博士           |                           |
| 1984   | デューン/砂の惑星 Dune                                                      | シャダウト・メイプス   |                           |
| 1985   | シルバラード Silverado                                                      | ステラ                 |                           |
| 1985   | 哀愁のエレーニ Eleni                                                        | カティナ               |                           |
| 1987   | 月の出をまって Waiting for the Moon                                         | アリス                 |                           |
| 1987   | ルーム・アップステアーズ/空き部屋あります The Room Upstairs                 | サンダース夫人         | テレビ映画                |
| 1987   | ベースメント Basements                                                      | ローズ                 | テレビ映画                |
| 1989   | シー・デビル She-Devil                                                      | ホッパー               |                           |
| 1990   | キンダガートン・コップ Kindergarten Cop                                     | ミス・シュロウスキー   |                           |
| 1993   | 風と共に去る20ドル!? Twenty Bucks                                           | アンジェリーナ         |                           |
| 1993   | グローリーデイズ/夢見る頃はいつも Younger and Younger                       | フランシス             |                           |
| 1994   | プレタポルテ Prêt-à-Porter                                                  | レジーナ               |                           |
| 1995   | ポカホンタス Pocahontas                                                     | 柳の木のおばあさん     | アニメ、声の出演          |
| 1997   | レリック The Relic                                                          | アン・カスバート       |                           |
| 1998   | ポカホンタスII/イングランドへの旅立ち Pocahontas II: Journey to a New World | 柳の木のおばあさん     | アニメ、声の出演          |
| 2002   | コーリング Dragonfly                                                        | シスター・マデレーン   |                           |
| 2005   | ヘレンとフランクと18人の子供たち Yours, Mine and Ours                       | ムニオン夫人           |                           |
| 2006   | 主人公は僕だった Stranger Than Fiction                                      | ミッタグ＝レフラー医師 |                           |
| 2018   | ハン・ソロ/スター・ウォーズ・ストーリー Solo: A Star Wars Story             | レディ・プロキシマ     | 声の出演                  |

### テレビシリーズ
| 放映年    | 邦題 原題                                            | 役名                           | 備考                                       |
| --------- | ---------------------------------------------------- | ------------------------------ | ------------------------------------------ |
| 1993-1994 | スペース・レンジャーズ Space Rangers                 | シェノー司令官                 | 6エピソード                                |
| 1997-2002 | ザ・プラクティス ボストン弁護士ファイル The Practice | ゾーイ・ヒラー                 | 23エピソード                               |
| 2003-2005 | カーニバル Carnivàle                                 | マネジメント                   | 10エピソード                               |
| 2007-2008 | ザ・ユニット 米軍極秘部隊 The Unit                   | エドゥラ・ホブス               | 2エピソード                                |
| 2008      | WITHOUT A TRACE/FBI 失踪者を追え! Without a Trace    | クレア・ブライソン             | 3エピソード                                |
| 2009-     | NCIS:LA 〜極秘潜入捜査班 NCIS: Los Angeles           | ヘンリエッタ・ラング（ヘティ） | 179エピソード                              |
| 2014      | SCORPION/スコーピオン Scorpion                       | ヘンリエッタ・ラング（ヘティ） | 1エピソード 第1シーズン第6話「名画の行方」 |

### ビデオゲーム
- 『ゴッド・オブ・ウォー』 God of War (2005)
- 『ゴッド・オブ・ウォーII 終焉への序曲』 God of War II (2007)
- 『ゴッド・オブ・ウォー 落日の悲愴曲』 God of War: Chains of Olympus (2008)
- 『ゴッド・オブ・ウォーIII』 God of War III (2010)

## 参照
1. ↑  “Linda Hunt”. Hollywood.com. 2012年9月3日時点のオリジナルよりアーカイブ。2010年12月12日閲覧。
2. ↑  Hanson, Byron. “From the Archives with Byron Hanson: February 2010”. Interlochen Center for the Arts. 2011年7月3日閲覧。
3. ↑  Lacob, Jace (2011年9月26日). “The Cult of Linda Hunt”. The Daily Beast. 2011年11月3日閲覧。
4. ↑  “The Theatre School: History”. DePaul University. 2011年7月19日時点のオリジナルよりアーカイブ。2011年7月3日閲覧。
5. ↑  “Linda Hunt”. Fatctoidz. 2011年11月2日閲覧。
6. ↑  Ocamb, Karen (2008年8月10日). “WeHo Marriages Go On”. The BILERICO Project. 2011年10月13日閲覧。
7. ↑  “Linda Hunt – Biography”. IMDb. 2011年10月13日閲覧。